# Жупан
Жупан (на полски: żupan) през XVI–XVIII век се наричат източноевропейски вталени връхни дрехи с азиатски произход. Елемент сарматистката мода. Широко разпространен сред заможното население на Полско-литовската държава (съвременна Полша, Литва, Украйна и Беларус) — благородници, казаци, буржоази, по-късно разпространен и сред селяните. Жупаните са били шити от скъпи тъкани — фино изрисувана тафта, брокат или фино фабрично сукно, често в син или зелен цвят. Те са били вталени, с прибран гръб; подгъвите едва са се събирали, маншетите и джобовете са били подплатени с цветен плат, имало е и ширит (лента като колан), шнурове. Мъжкият жупан се закопчавал с кукички от лявата страна. Върху жупана се носел кунтуш. Изработен от син плат и подплатен с бяла кожа, жупанът е бил брачна връхна дреха за мъже и жени.

## Наименование

### Етимология
Полската дума żupan идва от италианската giubbone (giuppone), производна от giubba/giuppa (означаваща „яке“), която от своя страна идва от арабската дума جُبَّة  (означаваща „връхна дреха“, от която произлиза също думата „шуба“). От giubbone през гръцкката дума ζιπούνι или венецската дума zipón произлиза и думата „зипун“ (руска традиционна връхна одежда).

### Регионални различия
В Унгария жупанът представлявал одежда под формата на къс кафтан, с обшити с кожа краища на ръкавите и по крайния долен ръб на дрехата. Жупани там носили заможните жени.
В московските земи думата „жупан“ означавала малко по-различни видове облекло: в губерниите Смоленска и Рязанска — „жупан“, „прост селски кафтан“, във Вологдска — „лош, работен кафтан“, "сиряк", в Ярославска — „къс кафтан, полукафтан“. В губерниите Рязанска и Тамбовска се използва форма на жупун — със значение на „зипун“, „сиряк“.

## Галерия
- Иван Княз Вишневецки (1598-1636 г.)
- Адам Кисел (1600-1653 г.)
- Полковник Павло Руденко, 1778 г.
- Княз Владислав Доминик Заславски-Острожски (1616–1656 г.)
- Казашки писар в жупан. Върху жупана носи контуш.